# ダグラス・ヘッギー
ダグラス・カメロン・ヘッギー（Douglas Cameron Heggie、エジンバラ王立協会フェロー、1947年2月7日 - ）は、スコットランドの応用数学者、天文学者である。エジンバラ大学数学科・数理天文学・元教授。主な研究分野は恒星系力学である。 

## 研究
Heggieは古典的重力N体問題のトピックに関して先駆的な理論的研究を行い、特に三体問題、およびそれに関連する球状星団の動的進化と高性能コンピューティングへの応用に焦点を合わせた。彼が恒星系力学における連星進化理論（しばしばHeggieの法則と呼ばれる）を提示した論文は、多くの天体物理学の領域に応用範囲を見出した。 
恒星系における衝突の動的進化の現在のパラダイムの創始者の一人である彼は、先史時代の数学と天文学の定量的研究についても根本的な貢献をした。これらの主題に関して、彼は2冊の本を著した（共著を含む）：The Gravitational Million-Body Problem: A Multidisciplinary Approach to Star Cluster Dynamics and Megalithic Science: Ancient Mathematics and Astronomy in North-west Europe. 

## 学歴および職歴
スコットランドのエジンバラにあるジョージ・ヘリオット校（Captainの称号、Duxの称号1965）で学んだ。学部生(Wranglerの称号1968)、大学院生（PhD 1973）、そして研究員（1972-1976）としてトリニティ・カレッジ(ケンブリッジ)および理論天文学研究所で10年間過ごした。エジンバラ大学数学部(当時)で講師になってから（1975年）彼の全職歴ではエジンバラが中心となり、プリンストン、ケンブリッジ、京都、そしてワルシャワへの長期の研究滞在もした。 
1994年にエジンバラ大学数理天文学教授に任命され、ストラスブールのルイ・パスツール大学や京都大学基礎物理学研究所の客員教授として迎えられ、エジンバラのヘリオット-ワット大学で名誉教授の称号を授与された。 
他の評価指標としては、国際天文学連合の第37委員会委員長、ロンドン王立天文学会（Triennium 1982-1985）評議会議長、同協会の主要学術誌であるMonthly Notices of the Royal Astronomical Societyの長年の編集者およびJournal for the History of Astronomyの編集顧問などがある。 

## 受賞歴
- タイソンメダル（英語版）（1969）
- スミス賞（1971）受賞。
- エジンバラ王立協会（英語版）フェロー選出（1989）。